# 알와크라 SC
알와크라 SC(아랍어: نادي الوكرة, 영어: Al-Wakrah Sports Club)는 카타르 알와크라의 축구 클럽이다.

## 성적
- 카타르 스타스 리그: 우승 2회 (1999, 2001)
- 카타르 크라운 프린스 컵: 우승 1회 (1999)
- 셰이크 자셈 컵: 우승 4회 (1989, 1991, 1998, 2004)

## 선수 명단

### 현역
참고: FIFA 자격 규정에 따라 소속된 국가대표팀 국기를 표시합니다. 선수는 복수의 FIFA 비회원국 국적을 가지고 있을 수 있습니다.
| 번호 | 포지션 | 국적   | 이름            |
| ---- | ------ | ------ | --------------- |
| 6    | MF     | 요르단 | 오마르 살라     |
| 13   | DF     |        | 알렉산데르 숄츠 |

| 번호 | 포지션 | 국적 | 이름 |
| ---- | ------ | ---- | ---- |

## 역대 감독
| 감독                  | 임기        |
| --------------------- | ----------- |
| 코스티커 슈테퍼네스쿠 | 1991 ~ 1992 |
| 라바 마제르           | 1998 ~ 1999 |
| 메흐메드 바즈다레비치 | 2006 ~ 2007 |
| 메흐메드 바즈다레비치 | 2012 ~ 2013 |
| 미겔 앙헬 라미레즈    | 2024        |